# Hofkapelle (Wandlheim)

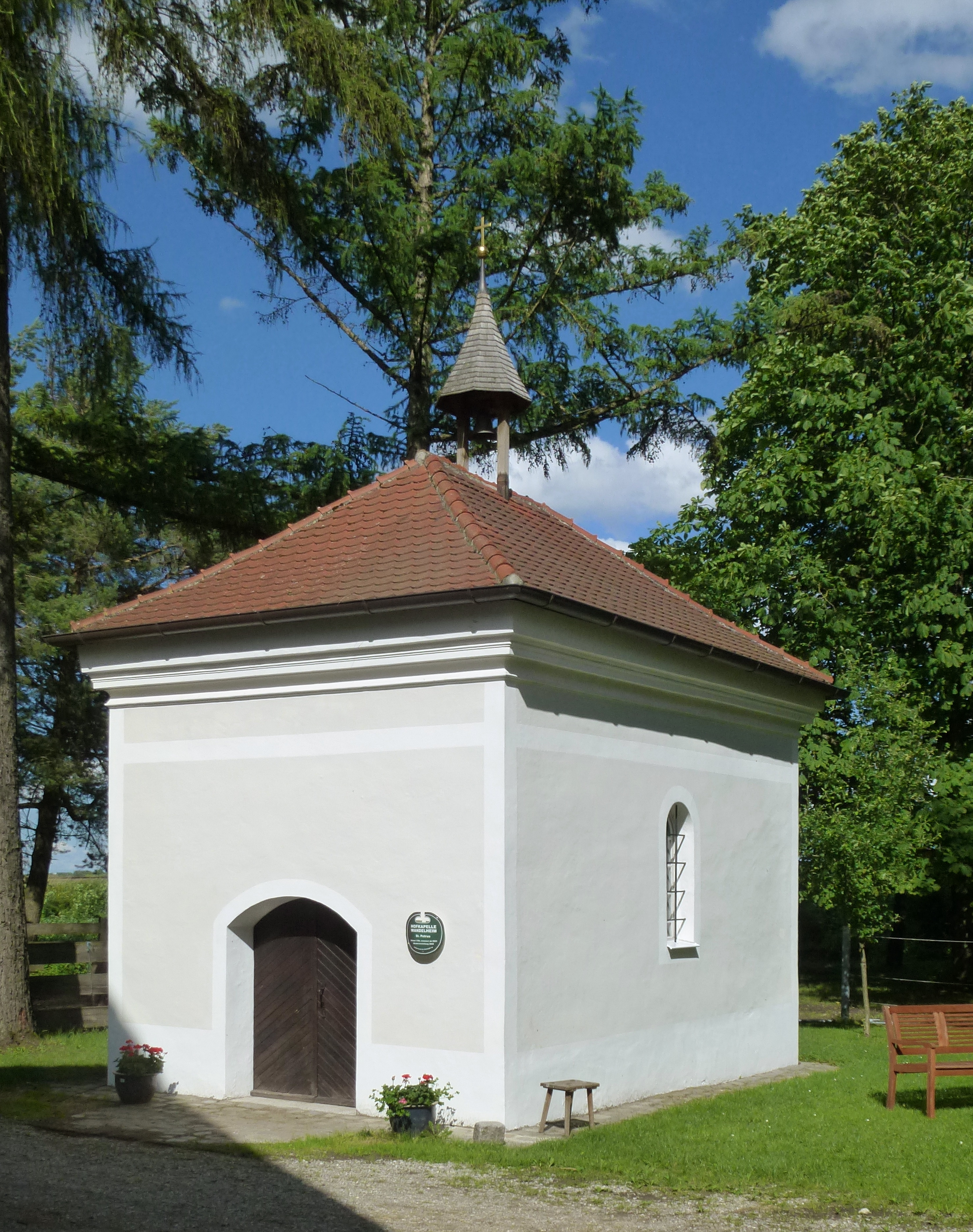
Hofkapelle Wandelheim

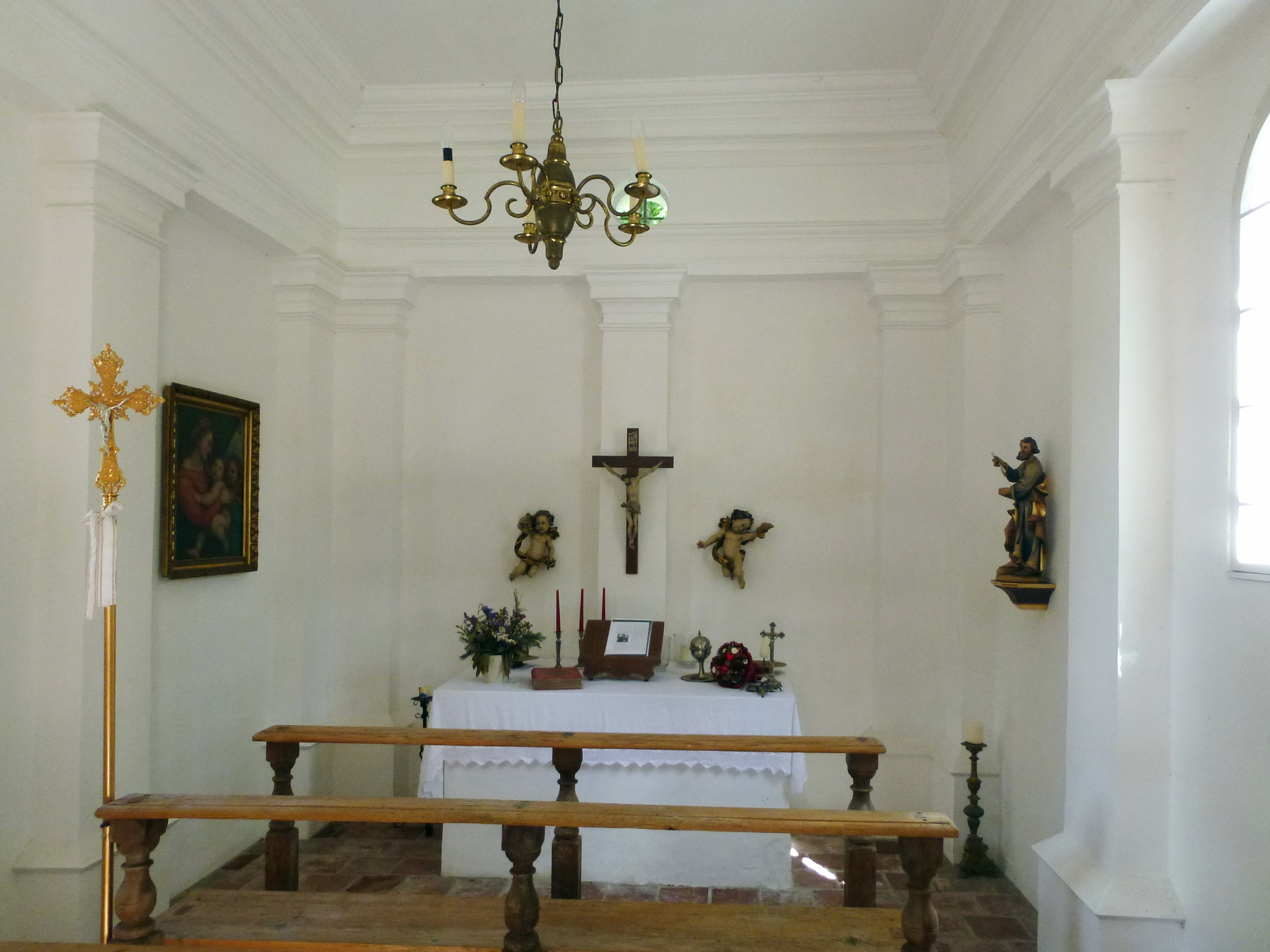
Innenansicht

Die Hofkapelle befindet sich in Wandlheim, einem Stadtteil von Germering im Landkreis Fürstenfeldbruck. Die Kapelle ist ein geschütztes Baudenkmal.
Die dem heiligen Petrus geweihte Kapelle wurde 1706 errichtet. Der kleine kubische Walmdachbau besitzt einen modernen Dachreiter. Der Innenraum wird durch Pilaster gegliedert.